# Michiel Boersma

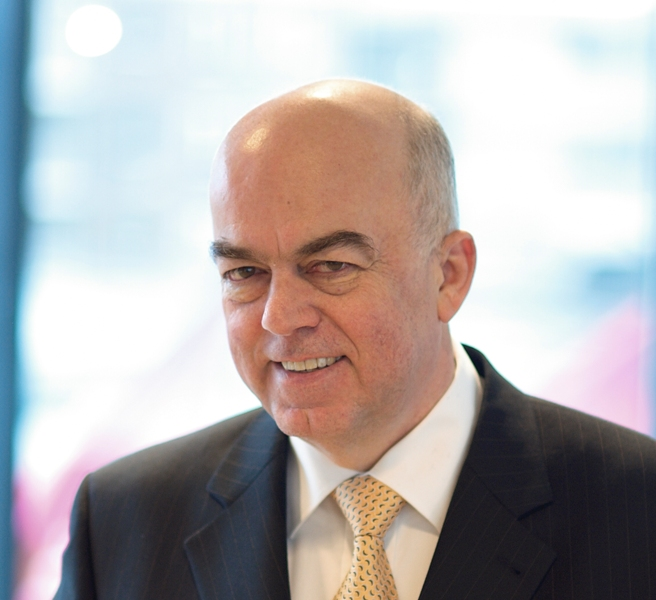

Michael Adriaan Maria (Michiel) Boersma ('s-Hertogenbosch, 26 april 1947) is een Nederlandse topfunctionaris en vervult talrijke commissariaten in binnen- en buitenland.

## Studie en loopbaan
Boersma werd geboren als zoon van een ambtenaar bij Verkeer en Waterstaat. Op zijn tiende begon hij te experimenteren met scheikundige stoffen. Hij deed gymnasium bèta en ging in 1965 scheikunde studeren aan de Technische Hogeschool Eindhoven In 1970 studeerde hij cum laude af in de fysische organische chemie. Hierna vervulde hij zijn militaire dienstplicht en vervolgens werd hij onderzoeker bij Shell.
Boersma deed vanaf 1973 promotieonderzoek aan de Technische Hogeschool Eindhoven en promoveerde in 1977. Hij keerde terug bij Shell als onderzoeker in Amsterdam en hield zich bezig met het omzetten van aardgas in dieselolie en kerosine. In 1981 werd hij (raffinaderij)technoloog bij Shell in Berre-l'Étang (Frankrijk), en van 1993 tot 1995 was hij President Trading and Development van Shell Coal International te Londen. Daarna was hij twee jaar CEO van Shell Companies in Turkije en een jaar hoofd strategische planning van Shell International Oil Products, weer in Londen. Vervolgens was hij twee jaar CEO van Shell Gas (LPG), en vanaf mei 2000 president van Shell Global Solutions te Den Haag.
Van 1 juli 2003 tot 1 oktober 2009 was Boersma voorzitter van de raad van bestuur van Essent. In 2005 kwam hij in het nieuws toen er felle kritiek ontstond op de beloningen van de bestuursleden van zowel Essent als NUON. Hoewel hij had aangegeven de kritiek onterecht te vinden, schonk hij een deel van zijn bonus aan een goed doel. In de laatste jaren als CEO van Essent speelde Boersma een leidende rol in de consolidatie van de Nederlandse energiesector. Na het afketsen van de fusie met NUON, werd Essent onderdeel van het Duitse RWE-concern.

## Nevenfucties
Boersma is lid van de raad van commissarissen van de Telegraaf Media Groep (TMG) als voorzitter. Hij is President Commissaris bij PostNL, Board member van Nynas AB, Stichting RoyalHasKoning en de Stichting Beschermingspreferente aandeelen Fugro. Met ingang van 1 oktober 2014 werd Boersma benoemd tot bijzonder hoogleraar Corporate Governance aan TIAS School for Business and Society. Zijn leerstoel richt zich op Corporate Governance van (voormalige) nutsbedrijven en in het bijzonder op de praktische problemen waarmee werknemers, bestuurders, toezichthouders en aandeelhouders van deze ondernemingen te maken krijgen. Hij was lid van de Board van de Finse oliemaatschappij Neste Oil Corporation als non-executive director en tot oktober 2014 President Commissaris van Prorail. Michiel Boersma speelde een belangrijke rol in het door het Kabinet Rutte-Verhagen geïnitieerde Topsectorenbeleid als voorzitter van het topteam van de sector Energie. Hij is voorzitter van de Raad van Toezicht van Jheronimus Bosch 500, de organisatie die door de gemeente 's-Hertogenbosch belast is geweest om het Jeroen Boschjaar 2016 op te zetten. Per 1 januari 2017 is Boersma de nieuwe voorzitter van raad van commissarissen van het biochemische kennisbedrijf Avantium.

## Auteur
Samen met Hans Bakker schreef hij het managementboek Ster-ondernemingen. Dit boek verscheen in oktober 2011 en behandelt het structureel veranderende zakenlandschap. Met 'Ster-ondernemingen' bedoelen Boersma en Bakker bedrijven die in een dynamische omgeving groeikansen zien en continuïteit en welvaart weten te creëren. De auteurs laten zien dat een goed inzicht in het veranderende internationale speelveld een eerste vereiste is om groeikansen te verzilveren. Ze schetsen een aantal onomkeerbare ontwikkelingen waarmee de langetermijnvisie van elke onderneming rekening moet houden. Vervolgens beschrijven ze vijf strategische opties met bijbehorende keuzecriteria. Een bedrijf kan lokaal, regionaal of op de wereldmarkt gaan opereren, of een netwerkspeler worden. De vijfde optie is opgaan in een ander bedrijf. De gevolgen voor leiderschap, corporate governance en businessmodellen komen aan bod, evenals de rol van de overheid. Het boek is gebaseerd op een dertigtal interviews met Nederlandse topondernemers. Boersma put ook uit zijn eigen ervaring als topman bij Essent.
Boersma is getrouwd en heeft drie kinderen. Zijn zwager is het voormalig CDA-Eerste Kamerlid Ed Wagemakers.